# Cartão telefônico

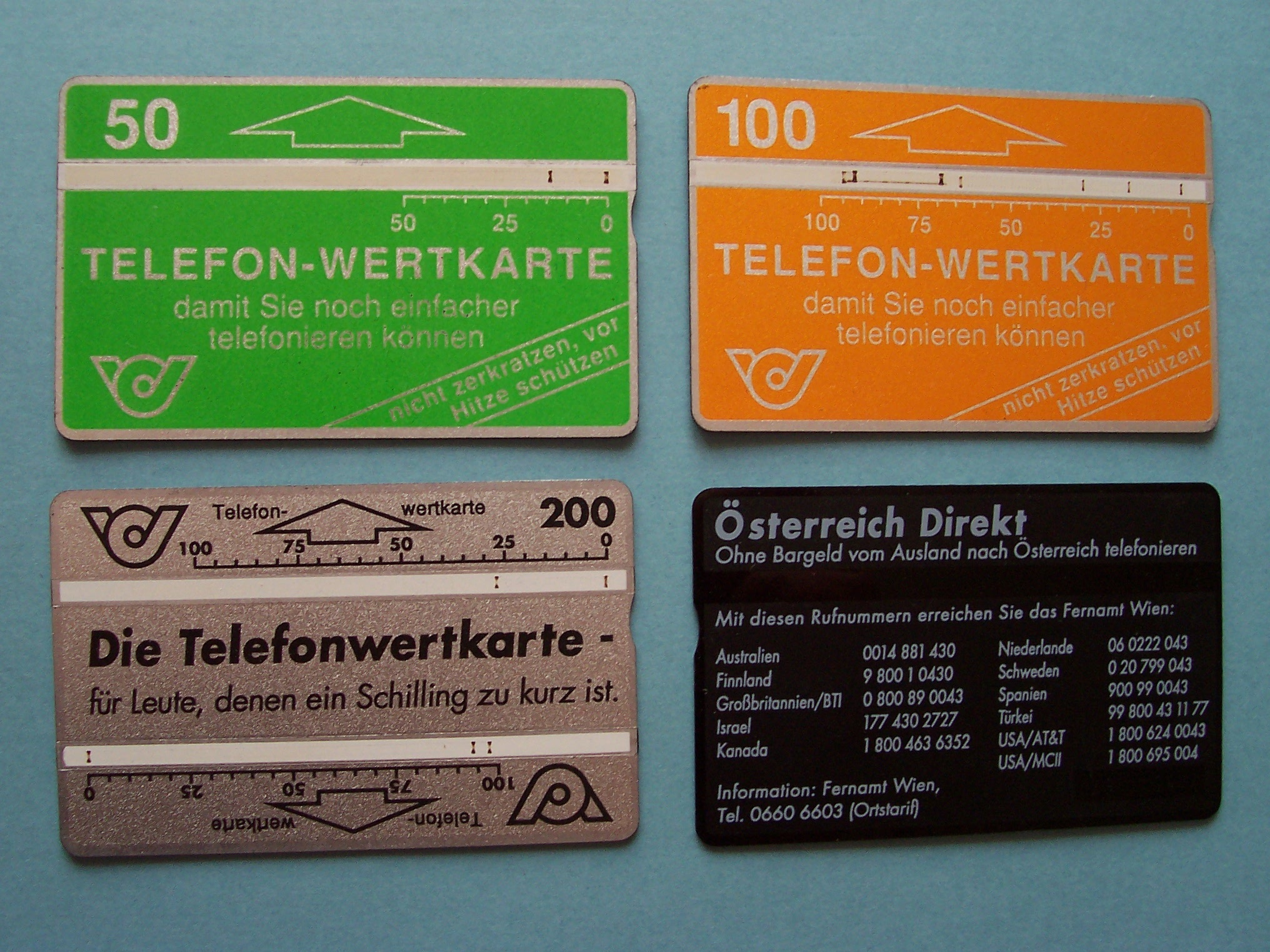
Exemplo de cartões telefônicos da Áustria.

O cartão telefônico é uma tecnologia surgida no final do século XX que veio substituir as moedas e, no Brasil, as antigas fichas telefônicas, nos aparelhos de telefonia pública.
A opção por essa tecnologia foi impulsionada pelas pesquisas acerca de dinheiro eletrônico (créditos).
O primeiro cartão telefônico público foi lançado na Itália, em 1976, e era magnético. No Brasil entraram em teste no ano de 1987.
Ao contrário dos selos e das moedas, os cartões telefônicos admitem a exploração promocional das imagens neles estampadas.

## Brasil
O cartão telefônico brasileiro é do tipo indutivo. Os primeiros cartões telefônicos no país foram emitidos em 1992, por ocasião da Eco-92.
O sistema foi inventado pelo engenheiro Nelson Guilherme Bardini com a colaboração financeira de Dalson Artacho, entre os anos de 1972 e 2012, com o nome de "Ficha Eletrônica".
Em 1978 Dalson Artacho financiou e depositou a primeira patente do invento no Instituto Nacional da Propriedade Industrial (INPI), antes mesmo que Bardini, o idealizador maior do invento, entrasse para o CPqD da Telebrás, em Campinas, que trabalhando em seu laboratório num pequeno quarto de sua casa fabricou de forma totalmente artesanal os primeiros cartões indutivos de leitura estática do mundo. Aliás, algo muito comum a inventos de grande criatividade, ou seja, pequenas ou micro empresas, em geral, longe de grandes centros de pesquisa, e de grandes corporações, origem comum de diversas outras empresas inovadoras, tais como a Apple, HP, entre outras, que assim como Bardini, também iniciaram suas pesquisas em pequenos laboratórios caseiros, ou mais precisamente na garagem de suas casas, como Steve Jobs e Steve Wozniak, ou mesmo Bill Hewlett e David Packard por exemplo.
Posteriormente, já trabalhando na Telesp e em seguida na Telebrás, Bardini tenta convencer diversos superiores e colegas da aplicação prática no país, de seu invento.
Mas, descontente com o aparente desinteresse do CPqD da Telebrás, Bardini desligou-se daquele centro em 1987, passando a trabalhar junto à empresa Signalcard, visando o aprimoramento da tecnologia dos cartões e leitoras indutivas. Já naquele mesmo ano, mais específicamente em novembro de 1987, Bardini juntamente com a empresa Signalcard, empresta para uma outra empresa, a Icatel da capital de SP, um protótipo de telefone público para que a empresa paulistana o expusesse em seu estande na "TELECOM 1987" em Genebra na Suíça, o que acabou chamando enorme atenção, não apenas dos visitantes europeus do evento, mas também de muitos brasileiros, inclusive da Telebrás, que ali também estavam presentes, e que até então, não acreditavam na tecnologia.
Entretanto, após a saída de Bardini, o CPqD da Telebrás, e pressionado por uma total falta de resultados práticos, e em busca de um projeto de grande apelo popular, e "que desse mídia para o centro", forma um grupo de estudo, cujo chefe seria o Eng. Aderbal Alves Borges, ironicamente, um dos principais opositores até então da tecnologia de cartões indutivos de Bardini, e justamente portanto, num momento em que o centro enfrentava uma de suas mais graves crises, a qual chegou até a ser matéria de página inteira no jornal Folha de S. Paulo no caderno folha sudeste SP, publicada no dia 26 de fevereiro de 1991.(daí a importância de apresentar um projeto de grande apelo popular) Tal grupo desengaveta sigilosamente, o projeto do cartão indutivo de Bardini, que à época já se mostrava amplamente viável, uma vez que a Signalcard já vinha empregando comercialmente o conteúdo da 1º patente depositada em 1978, (a chamada patente mãe do telefone com leitora indutiva) em seguimentos diversos, tais como: "vending machines", diversões eletrônicas, etc., sendo de baixo custo, e com grande segurança frente às demais tecnologias mundiais existentes de cartões, como forma de pré pagamento daquela época.
Concomitantemente ao início de estudos sobre a implantação das diversas possíveis tecnologias para cartões telefônicos, entre os quais os cartões "chipados" os "magnéticos"(Plessey) entre outros. A Telebrás/CPqD se convence de que a melhor tecnologia para o país, seria mesmo a do cartão indutivo de Bardini, tendo em conta um custo muito inferior aos dos chamados "cartões chipados", e muito mais segura que a dos cartões magnéticos, e inicia uma negociação com a Signalcard, que detinha os direitos da única patente concedida até então, acenando com a possibilidade de parceria no desenvolvimento e viabilização técnica do invento, no que foi atendida, recebendo informações tecnológicas importantes, uma vez que a Signalcard já utilizava comercialmente o cartão indutivo à pelo menos um ano, como já dito, e tendo o domínio sobre o processo de produção necessário dos cartões indutivos, e também porque a Lei de patentes vigente na época, proibia qualquer utilização ou testes públicos de invento objeto de patente em vigor, a não ser pelo detentor de direitos sobre a mesma.
Ao longo de tais entendimentos, a Signalcard se convence que os mesmos não prosperariam, tendo em vista que as minutas de contrato que eram enviadas pela Telebrás, nunca chegavam às mãos dos diretores da Signalcard, da forma que se acordara verbalmente nas reuniões do dia anterior, e não davam qualquer garantia ou contrapartida de retorno aos investimentos da Signalcard. Com isso, a Signalcard resolve investir por si própria na melhoria tanto dos "cabeçotes leitores", quanto no processo produtivo do cartão indutivo. De cujos esforços acabaram gerando diversos outros pedidos de patentes relacionadas à tecnologia indutiva, pedidos estes que mais tarde se mostrariam essenciais para a realidade do cartão indutivo tal como se usa até hoje.
Convencidos que necessitavam lançar um telefone público tecnologicamente superior aos arcaicos aparelhos por fichas, mas preocupados com uma possível ação sobre direitos de propriedade intelectual, representantes da Telebrás forçam uma retomada nas negociações com a Signalcard, agora com um novo argumento: "se não for passada a patente para a Telebrás, o Brasil importará e adotará outra tecnologia."
Neste momento, porém, por volta de 1991, a Telebrás, visando facilitar a negociação, já admitia receber apenas o que lhe parecia imprescindível para não ser processada, ou seja a chamada patente-mãe (número PI7804885) depositada em 1978. Questionada pela Signalcard sobre os outros pedidos de patente em trâmite no INPI, a Telebrás argumentou que, pedidos de patente são apenas "expectativa de direito" e que, se concedidas, a Telebrás negociaria oportunamente com a Signalcard.
A Signalcard ponderou, mas se viu forçada a aceitar licenciar apenas a patente-mãe à empresa monopolista, mas não os subsequentes pedidos de patentes, que então tramitavam, com bastante lentidão, junto à autarquia federal.
A Telebrás passa então a combater administrativamente no INPI, as demais patentes e/ou pedidos de patentes em trâmite, obtendo algumas vitórias parciais. Em outros processos de patentes porém, não conseguiu convencer tecnicamente os examinadores do INPI, que entenderam que os pedidos eram plenamente merecedores do privilégio pois melhoravam muito a tecnologia original, concedendo principalmente a PI9107336-7 depositada em 1991, que versava sobre a forma de leitura estática do cartão, permitindo principalmente que a leitora pudesse ter acesso a todos os créditos do cartão, sem a necessidade de ter de ficar introduzindo o mesmo a todo tempo na leitora, e economizando a escassa energia disponível no sistema brasileiro, algo essencial para a forma que se utiliza do mesmo até hoje! O que foi reconhecido pelo INPI, sendo matéria em notícia do jornal Gazeta Mercantil do dia 17 de setembro de 2001, com a manchete, "TELEBRÁS PERDE DISPUTA POR CARTÃO TELEFÔNICO" em cujo texto:  "muitos documentos descrevem de modo genérico cartões indutivos sem apresentar um detalhamento técnico satisfatório que permita caracterizar antecipação da matéria protegida pela patente em questão diz o INPI em sua decisão,  assinada pelo seu presidente José Graça Aranha. A decisão baseia-se em parecer do assistente de pesquisa da Divisão de Patente de física, eletrônica e eletricidade (Difele), Antônio Carlos Souza de Abrantes, que analisou ainda outras patentes de cartões telefônicos expedidas em diversas partes do mundo, apontadas pela Telebrás."  E tudo isto apesar de notória e fortíssima pressão política, a que se tem notícia sobre aquela autarquia federal. É importante ressaltar, que embora seja muito comum a alegação de nulidade da patente ou marca por parte de empresas que sejam processadas por infringência de propriedade intelectual, questionando portanto a legalidade da concessão por parte da autarquia, o INPI brasileiro é tido por instituições internacionais especializadas na matéria, como um dos mais rigorosos neste tipo de exame, como se constata em uma matéria do jornal Folha de S. Paulo de 6 de março de 2012 cujo texto diz: "(...)apesar de criticar a lentidão do INPI, a Thompson Reuters afirma que parte do atraso vem do fato de o Brasil ser seletivo ao analisar os pedidos. Enquanto na China e na India o índice de aprovação de patentes gira em torno de 20%, no Brasil a taxa é de 2%, um sinal de que a inovação brasileira está mais madura que nos outros gigantes emergentes". A seu turno, a Signalcard passou também a questionar administrativamente junto ao INPI, diversos pedidos de patentes de propriedade da Telebrás,que vinha tentando recuperar o tempo perdido da época em que não acreditava na tecnologia do cartão indutivo brasileiro, conseguindo também algum sucesso sobre a sucessora da Telebrás a agora não mais estatal fundação CPqD.
Concluído o licenciamento, já em 1992, durante o Grande Prêmio do Brasil de Fórmula 1, em Interlagos, foi apresentado o primeiro telefone público brasileiro, que foi oficialmente implantado na ECO-92, a Conferência Mundial da ONU sobre o meio ambiente, em Junho do mesmo ano.
Alguns anos após, a Signalcard e a Telebrás voltaram a negociar visando o aprimoramento comum da tecnologia brasileira, e assinaram um convênio de cooperação técnica, inclusive objetivando futuras negociações de patentes.
No ano de 1997, vieram a ser concedidas pelo INPI algumas patentes à Signalcard, que procurou a Telebrás/CPqD ponderando já não possuir mais apenas uma "expectativa de direito", mas sim uma patente concedida pelo INPI, mesmo após longo trâmite em seu processo administrativo e com amplo contraditório exercido pela Telebrás/CPqD, de uma tecnologia de cartão indutivo em uso pelas empresas licenciadas pela Telebrás/CPqD. A Telebrás então rompe unilateralmente qualquer tipo de negociação com a Signalcard, que se viu obrigada a buscar os seus direitos na justiça brasileira. A situação jurídica embora permaneça indefinida até o presente momento, teve recentemente uma decisão da 13ª Vara Federal, no Rio de Janeiro, que manteve o entendimento da Autarquia Federal, de que a patente, detém todos os requisitos legais para sua manutenção como Patente de Invenção, entendimento unânime junto a todos os examinadores da autarquia federal, que ao longo de todo o processo administrativo tiveram contato com o pedido desta Patente.
Atualmente, o uso de cartões é obrigatório em todos telefones públicos brasileiros.
Os cartões possuem no mínimo vinte créditos. O preço de venda do cartão é determinado pela quantidade de créditos, as operadoras devem vender estes créditos pelo valor estabelecido pela Anatel, mas os revendedores não possuem esta obrigação. Cada crédito permite dois minutos de conversação para um telefone fixo local.